# Пограничная (падь, остров Ратманова)
Пограничная — малая река на острове Ратманова, который находится в составе островов Диомида в Беринговом проливе, самой восточной точке территории России. Длина Пограничной пади — 3 км. Ручей берёт начало у подножья горы Крыша в центре острова. Далее Пограничная течёт в северном направлении к мысу Скалистый и впадает в Берингов пролив.
В северной части острова Ратманова, у устья Пограничной пади, расположена пограничная застава с полярной станцией. Близость с пограничной заставой определило название ручья. Для людей на острове ручьи и реки главный источник пресной воды, один из ценнейших ресурсов.